# Slaget vid Blair Mountain

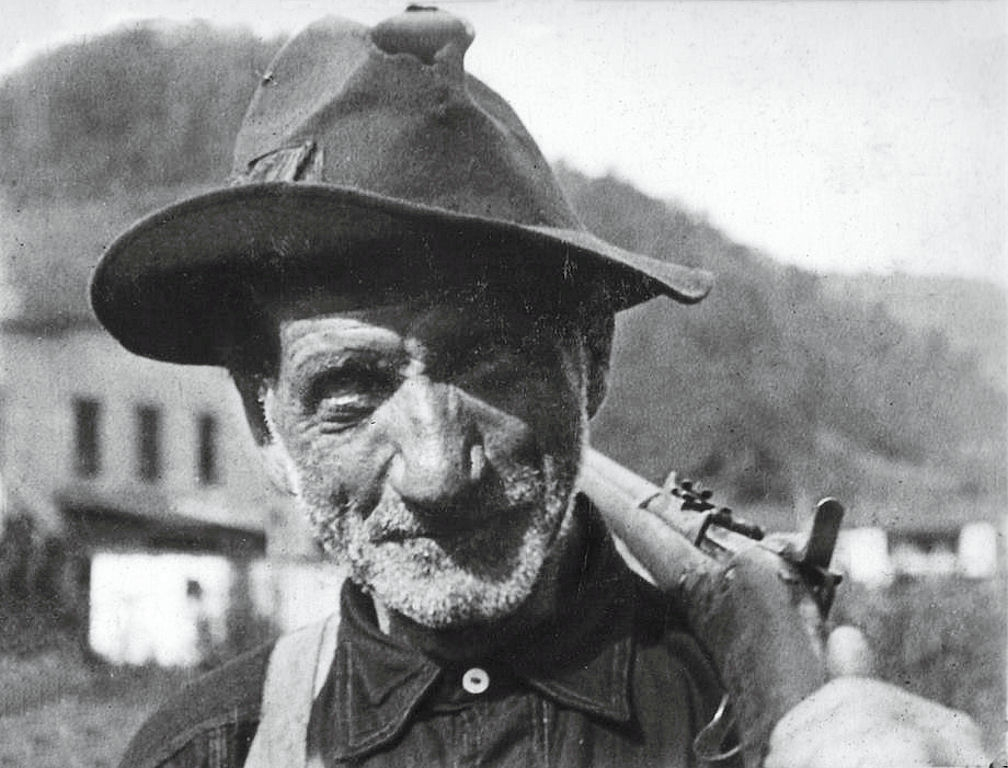
Gruvarbetare vid Blair Mountain med ett gevär på axeln.

Slaget vid Blair Mountain var det största arbetarupproret i USA:s historia och det största väpnade upproret sedan det amerikanska inbördeskriget.
Slaget vid Blair Mountain var resultatet av år av bittra konflikter mellan gruvarbetarna och kolföretagen i södra West Virginia. Slaget pågick under fem dagar i månadsskiftet augusti−september 1921. Cirka 10 000 beväpnade gruvarbetare möte 3 000 lagmän och strejkbrytare. Striden slutade efter att cirka en miljon skott avfyrats och West Virginia Army National Guard ingripit.
Upp till 100 människor dödades och många fler greps. Efter slaget såg United Mine Workers stora minskningar i medlemskapet. Men på lång sikt ledde publiciteten till förbättringar av arbetsförhållandena.
Konflikten var en del av kolkrigen, en serie arbetarkonflikter i början av 1900-talet i regionen Appalachia.  